# Grallipeza spinuliger
Grallipeza spinuliger är en tvåvingeart som beskrevs av Cresson 1926. Grallipeza spinuliger ingår i släktet Grallipeza och familjen skridflugor. Inga underarter finns listade i Catalogue of Life.